# Gà xám Norfolk

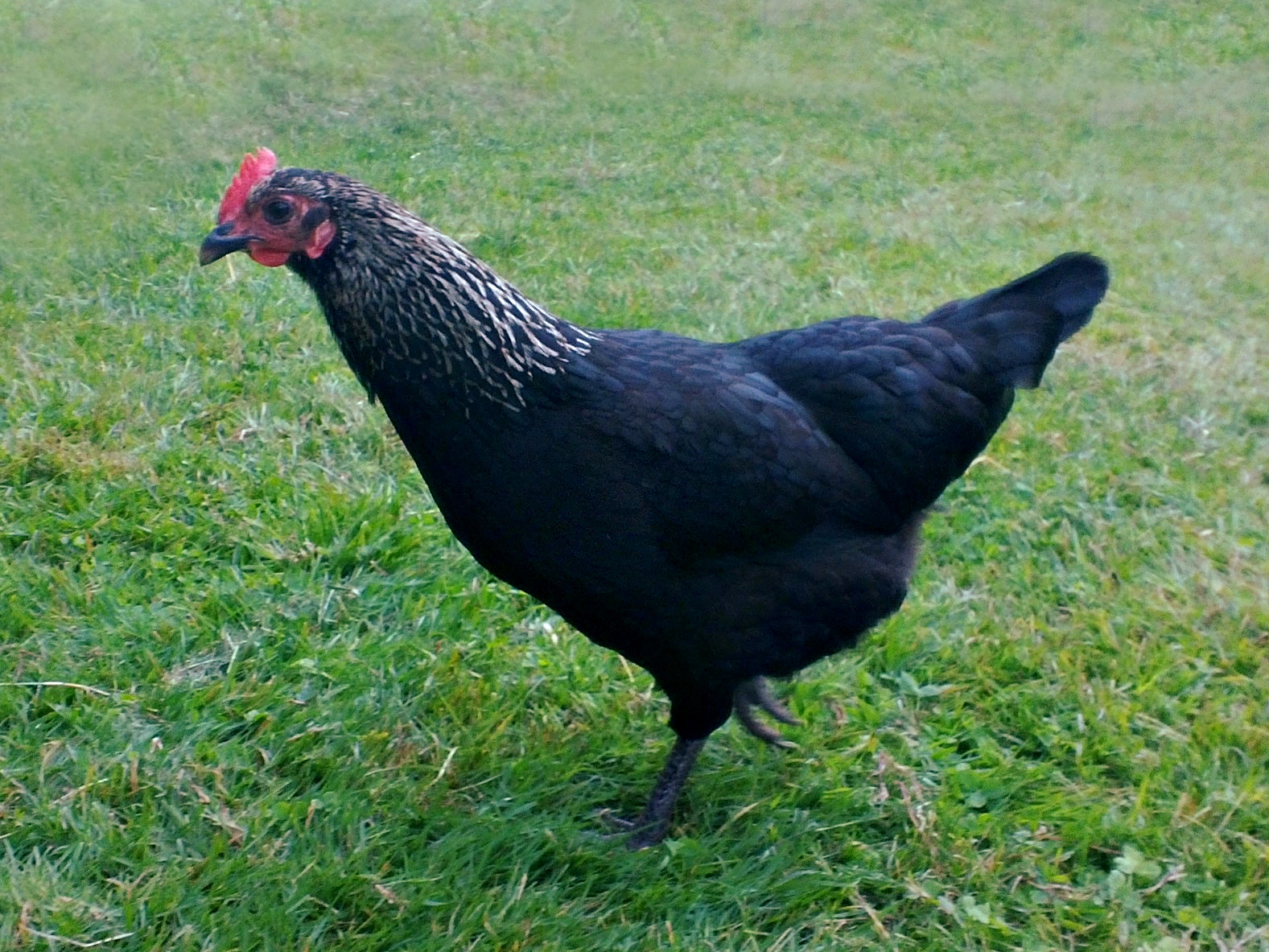
Gà xám Norfolk

Gà xám Norfolk (Norfolk Grey) là một giống gà hữu ích có nguồn gốc gần thành phố Norwich ở Norfolk của nước Anh vào khoảng năm 1910. Giống gà này ban đầu được tạo ra bởi Frederick W Myhill của Hethel, Wymondham dưới cái tên gà đen Maria. Nó được xem là một giống hiếm mà hiện đang được coi là có nguy cơ theo hiệp hội giống hiếm. 

## Lịch sử
Giống gà này ban đầu được tạo ra bởi Myhill trước năm 1914 có thể sớm nhất là vào năm 1908. Trong Thế chiến thứ nhất, giống gà này được phép thả tự do trong khi Myhill đã khởi hành phục vụ quân sự. Đổi lại, Myhill phát hiện ra rằng những con gà đã lai tạo với các giống khác và chủng đã được tái tạo. Gà Norfolk xám lần đầu tiên được trưng bày dưới cái tên Gà đen Maria tại chương trình Dairy vào năm 1920. Năm 1925, Myhill nộp đơn cho Câu lạc bộ gia cầm của Anh năm 1925 để đổi tên thành Gà xám Norfolk vì giống gà này không phổ biến dưới tên gà đen Maria. Gà xám Norfolk đến gần tuyệt nòi vào đầu những năm 1970 nhưng một đàn cá thể chứa bốn con gà giống đã được tìm thấy vào năm 1974 và giống này đã được hồi sinh. 

## Đặc điểm

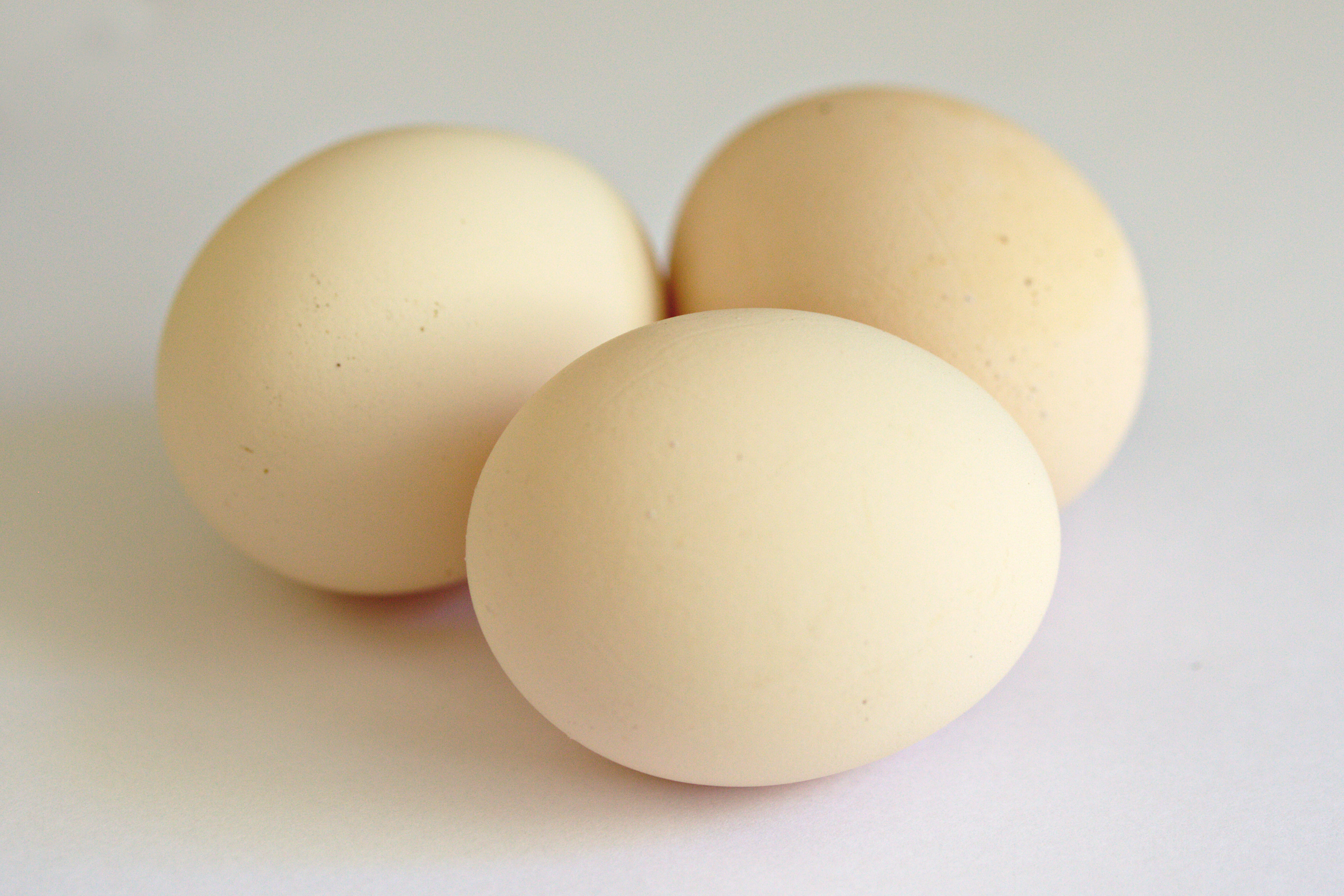
Trứng của gà xám

Gà xám Norfolk là một con gà không kén ăn, dễ nuôi. Con trống có thể đạt 3,2 đến 3,6 kg (7,1 đến 7,9 lb) trong khi con mái thì đạt 2,25 đến 2,7 kg (5,0-6,0 lb). Trứng thường màu từ gà mái xám Norfolk khi một tuổi. Gà xám Norfolk được lai tạo thành một con gàtiện ích, cả để sản xuất trứng và cho ra thịt trên bàn ăn.Thịt gà trống choai sẽ vào nhóm các loại thịt chất lượng nếu chúng trưởng thành chậm. Thịt có nhiều vị hơn hầu hết các giống phổ biến khác.
Gà Norfolk được coi là một giống nặng ký nhưng không phát triển lớn như nhiều giống nặng ký khác. Sự phát triển của giống gà này không được biết đến một cách thực tế nhưng người ta cho rằng gà chọi Birchen Anh và có thể là gà cánh vịt Duckwing Leghorns được sử dụng để trang trí. Việc có thêm dòng máu của gà chọi sẽ làm cho nó có chất lượng thịt tuyệt vời săn chắc và dòng máu của gà Leghorn cho nó khả năng mắn đẻ. Trứng gà khoảng 150-220 tinted (màu nâu nhạt), trứng cỡ trung bình mỗi năm từ một con gà mái khỏe mạnh, và giống có thể được dự kiến sẽ tiếp tục đẻ sai trong suốt mùa đông.
Những con gà này có một cái mồng và một khuôn mặt đỏ với đôi mắt màu đen trong khi hai chân thì lại có màu đá phiến hoặc màu đen. Bộ lông được đánh dấu một cách hấp dẫn và con trống lại có một sọc màu bạc tuyệt đẹp với màu đen như cổ, lưng, yên và lông cánh, trong khi phần còn lại của bộ lông là màu đen. Con gà mái giống như con gà trống nhưng nó có một lông vũ đen khác xa ngoài cổ họng bạc. Chúng có thể cho ra một thân thịt có kích thước tốt để sản xuất thịt nếu chúng được cho trưởng thành chậm.

## Tham  khảo
- Graham, Chris (2006). Choosing and Keeping Chickens. 2-4 Heron Quays London E14 4JP: Octopus Publishing. ISBN 978-0-7938-0601-0.
- Breed Classification. Poultry Club of Great Britain. Truy cập August 2014.
- Victoria Roberts (2008). British poultry standards: complete specifications and judging points of all standardized breeds and varieties of poultry as compiled by the specialist breed clubs and recognised by the Poultry Club of Great Britain. Oxford: Blackwell. ISBN 9781405156424. p. 195–96.
- "Native Poultry Breeds at Risk" (PDF). Rare Breeds Survival Trust. Rare Breeds Survival Trust. Archived from the original (PDF) on ngày 1 tháng 7 năm 2014. Truy cập ngày 17 tháng 7 năm 2014.
- Upex, Gina. "Poultry News". Norfolk Grey. Truy cập ngày 13 tháng 7 năm 2014.
- Brigland, Frank. "A short history of the Norfolk Grey" (PDF). Aviculture-Europe. Truy cập ngày 13 tháng 7 năm 2014.
- "Norfolk Grey". Britannic Rare Breeds. Truy cập ngày 13 tháng 7 năm 2014.
- "Norfolk Grey chickens". Poultry Keeper. Truy cập ngày 13 tháng 7 năm 2014.